# Queensland State Open
Queensland State Open – nierozgrywany turniej tenisowy organizowany z przerwami w latach 1960-1978 w australijskim Brisbane na kortach trawiastych. Po trzech latach turniej został wznowiony jako Danone Hardcourt Championships.
Najbardziej utytułowaną tenisistką w turnieju jest Margaret Smith Court, która triumfowała dziewięciokrotnie – pięć w grze pojedynczej i cztery podwójnej. W czterech finałach jej rywalką była Lesley Turner, która w deblu wygrała ten turniej czterokrotnie. Obie zawodniczki wygrały ten turniej we wszystkich trzech kategoriach odpowiednio w 1963 i 1966 roku.

## Historia nazwy turnieju
| Rok       | Nazwa                                |
| 1960–1965 | Queensland Grass Court Championships |
| 1968–1969 | Queensland State Championships       |
| 1970–1978 | Queensland State Open                |

## Mecze finałowe

### Gra pojedyncza kobiet
| Rok               | Mistrzyni                                               | Finalistka                                              | Wynik                                                   |                                                         |
| 1978              | Sue Barker                                              | Chris O'Neil                                            | 6:1, 6:3                                                |                                                         |
| 1977              | Regina Maršíková                                        | Helen Anliot                                            | 6:1, 3:6, 6:4                                           |                                                         |
| 1976              | Susan Leo                                               | Donna Kelly                                             | 7:5, 7:6                                                |                                                         |
| 1975              | Nina Bohm                                               | Nerida Gregory                                          | 6:1, 6:1                                                |                                                         |
| 1974              | Evonne Goolagong                                        | Cynthia Sieler-Doerner                                  | 6:1, 6:2                                                |                                                         |
| 1973              | Janet Young                                             | Kazuko Sawamatsu                                        | 6:1, 6:4                                                |                                                         |
| 1972              | Evonne Goolagong                                        | Glynis Coles                                            | 6:0, 7:5                                                |                                                         |
| 1971              | Evonne Goolagong                                        | Helen Gourlay                                           | 6:2, 7:6                                                |                                                         |
| 1970              | Evonne Goolagong                                        | Kristien Kemmer                                         | 6:3, 6:2                                                |                                                         |
| 1969              | Winnie Shaw                                             | Karen Krantzcke                                         | 11:9, 6:4                                               |                                                         |
| 1968              | Karen Krantzcke                                         | Kerry Melville                                          | 6:3, 6:4                                                |                                                         |
| Początek Ery Open |                                                         |                                                         |                                                         |                                                         |
| 1967              | Kerry Melville                                          | Lesley Turner                                           | 6:2, 6:4                                                |                                                         |
| 1966              | Lesley Turner                                           | Kerry Melville                                          | 6:0, 8:6                                                |                                                         |
| 1965              | Margaret Smith                                          | Lesley Turner                                           | 6:2, 6:3                                                |                                                         |
| 1964              | Margaret Smith                                          | Lesley Turner                                           | 11:9, 6:1                                               |                                                         |
| 1963              | Margaret Smith                                          | Lesley Turner                                           | 6:3, 6:2                                                |                                                         |
| 1962              | Margaret Smith                                          | Jan Lehane                                              | 6:3, 6:4                                                |                                                         |
| 1961              | Rozgrywki przerwane po ćwierćfinałach z powodu deszczu. | Rozgrywki przerwane po ćwierćfinałach z powodu deszczu. | Rozgrywki przerwane po ćwierćfinałach z powodu deszczu. | Rozgrywki przerwane po ćwierćfinałach z powodu deszczu. |
| 1960              | Margaret Smith                                          | Lesley Turner                                           | 10:8, 6:1                                               |                                                         |

### Gra podwójna kobiet
| Rok               | Mistrzynie                         | Finalistki                       | Wynik                      |                            |
| 1978              | Tine Zwaan Elly Appel              | Sue Barker Wendy Gilchrist       | 7:5, 6:2                   |                            |
| 1977              | Helen Anliot Regina Maršíková      | Nerida Gregory Naoko Sato        | 6:3, 3:1 krecz             |                            |
| 1975– 1976        | Turniej nie był rozgrywany         | Turniej nie był rozgrywany       | Turniej nie był rozgrywany | Turniej nie był rozgrywany |
| 1974              | Evonne Goolagong Peggy Michel      | Vicki Lancaster Cecilia Martinez | 6:1, 6:2                   |                            |
| 1973              | Turniej nie był rozgrywany         | Turniej nie był rozgrywany       | Turniej nie był rozgrywany | Turniej nie był rozgrywany |
| 1972              | Janet Fallis Evonne Goolagong      | Barbara Hawcroft Marilyn Tesch   | nierozegrany               |                            |
| 1971              | Helen Gourlay Kerry Harris         | Evonne Goolagong Janet Young     | 5:7, 7:5, 6:4              |                            |
| 1970              | Turniej nie był rozgrywany         | Turniej nie był rozgrywany       | Turniej nie był rozgrywany | Turniej nie był rozgrywany |
| 1969              | Karen Krantzcke Christina Sandberg | Kerry Harris Winnie Shaw         | 7:5, 6:4                   |                            |
| 1968              | Karen Krantzcke Kerry Melville     | Kery Harris Judy Tegart          | brak danych                |                            |
| Początek Ery Open |                                    |                                  |                            |                            |
| 1967              | Brak danych                        | Brak danych                      | Brak danych                | Brak danych                |
| 1966              | Judy Tegart Lesley Turner          | Karen Krantzcke Kerry Melville   | 6:3, 6:4                   |                            |
| 1965              | Margaret Smith Lesley Turner       | Judy Tegart Carole Caldwell      | 6:4, 4:6, 6:2              |                            |
| 1964              | Margaret Smith Lesley Turner       | Billie Jean Moffitt Robyn Ebbern | 5:7, 6:4, 6:1              |                            |
| 1963              | Margaret Smith Robyn Ebbern        | Jan Lehane Lesley Turner         | 11:9, 6:2                  |                            |
| 1962              | Jan Lehane Lesley Turner           | Robyn Ebbern Margaret Smith      | 6:3, 7:5                   |                            |
| 1961              | Darlene Hard Yola Ramírez          | Robyn Ebbern Margaret Smith      | 6:4, 3:6, 6:3              |                            |
| 1960              | Mary Carter Reitano Margaret Smith | Lesley Turner Noelene Turner     | 12:10, 6:3                 |                            |

### Gra mieszana
| Rok  | Mistrzowie                  | Finaliści                | Wynik       |
| 1966 | Lesley Turner Owen Davidson | Judy Tegart Jim McManus  | 6:4, 9:7    |
| 1964 | Robyn Ebbern Owen Davidson  | Gail Sherriff Tony Roche | 6:3, 7:5    |
| 1963 | Margaret Smith Ken Fletcher | Brak danych              | Brak danych |